# Semiothisa tulareata
Semiothisa tulareata är en fjärilsart som beskrevs av Samuel E. Cassino och Louis W. Swett 1923. Semiothisa tulareata ingår i släktet Semiothisa och familjen mätare. Inga underarter finns listade i Catalogue of Life.